# Франьо Гласер
Франьо Гласер (сербохорв. Franjo Glaser, 7 січня 1913, Сараєво — 1 березня 2003, Загреб) — югославський футболіст, що грав на позиції воротаря. По завершенні ігрової кар'єри — тренер.
Відомий виступами у складі клубів БСК, «Граджянскі» і «Партизан», а також національних збірних Югославії і Хорватії.
Чотириразовий чемпіон Югославії. Володар Кубка Югославії.

## Клубна кар'єра
Франьо Гласер народився в Осієку. Свою кар'єру футболіста він починав «Хайдуку» (Сараєво), дебютувавши у віці 15 років. Гласер захищав ворота команди в матчах Кубка Югославії 1930 року. У тому ж році він перебрався в «Славію» з Осіека, за яку виступав до 1933 року, коли став футболістом белградського БСК. У новій для себе команді Гласер відразу ж став основним воротарем, і в тому ж році став гравцем національної збірної. Він захищав ворота БСК з 1933 по 1937 рік, двічі вигравши чемпіонат Югославії (в 1935 і 1936 роках) і провівши у складі клубу 269 матчів.
Влітку 1936 року Гласер був визнаний винним белградським судом в загибелі хлопчика, який потонув на річці Сава. Цей інцидент сильно вплинув на його кар'єру і став вирішальним фактором для його переходу в загребський «Граджянскі». Там він знайшов славу і знову став основним воротарем збірної Югославії. З «Граджянскі» Гласер виграв ще один чемпіонат Югославії в 1940 році, а також чемпіонат Хорватії в 1943 році. В цілому за загребську команду він провів 623 гри.
Після закінчення Другої світової війни Гласер став футболістом новоствореного белградського «Партизана», з яким в 1947 році він виграв ще один титул чемпіона Югославії. Після закінчення цього сезону він став одночасно тренером і воротарем сплітського «Морнара», де залишався до 1949 року.
З 1933 до 1949 року Гласер провів 1225 матчів. Високий, сильний, еластичний, з відмінною реакцією і сміливими виходами, він вважається одним з кращих югославських гравців свого періоду. Гласер також показав вражаючий результат: з 94 пенальті, пробитих в його ворота, 73 залишилися нереалізованими.

## Виступи за збірні
У період своїх виступів за  БСК і «Граджянскі» Гласер регулярно грав за  збірну Югославії, провівши за неї 35 матчів. Його дебют відбувся 3 квітня 1933 року в товариському матчі проти  Іспанії (1:1).
Гласер також захищав ворота збірної Хорватії в 11 матчах: в чотирьох іграх команди, яка представляла Бановину Хорватія, і в семи — Незалежну Державу Хорватія.

## Кар'єра тренера
У 1945 році Франьо Гласер став першим головним тренером новоствореного белградського «Партизана», поєднуючи посаду з грою у воротах команди. Але на той час чемпіонат Югославії ще не був відновлений, а Гласера на посаді в кінці року змінив угорець Іллеш Шпітц. Гласер ж залишався в Белграді до 1947 року, коли перебрався в сплітський «Морнар», де також виконував роль граючого тренера. Згодом він очолював різні югославські клуби, а також австрійський «Кернтен».
Останні роки свого життя Гласер провів в Загребі. Помер 1 березня 2003 року на 91-му році життя у місті Загреб. Він був похований на кладовищі Мірогой.

## Титули і досягнення
- Чемпіон Югославії (4):

БСК «Белград»: 1935, 1936
«Граджянскі»: 1940
«Партизан»: 1947
- Володар Кубка Югославії (1):

«Партизан»: 1946—1947